# Hans Jørn Fogh Olsen
Hans Jørn Fogh Olsen, född 14 november 1943, är en dansk astronom.
Han var verksam vid Brorfelde-observatoriet.
Minor Planet Center listar honom som H. J. Fogh Olsen och som upptäckare av 4 asteroider.
Asteroiden 5323 Fogh är uppkallad efter honom.

## Asteroider upptäckta av Hans Jørn Fogh Olsen
| 3033 Holbaek [A]                        | 5 mars 1984      |
| 3934 Tove [A]                           | 23 februari 1987 |
| 5320 Lisbeth [A]                        | 14 november 1985 |
| 5321 Jagras [A]                         | 14 november 1985 |
| Upptäckt tillsammans med: A Poul Jensen |                  |